# Ladislav Hučko
Ladislav Hučko (Prešov, 16 febbraio 1948 – Praga, 14 gennaio 2025) è stato un vescovo cattolico slovacco.

## Biografia
Nacque a Prešov il 16 febbraio 1948.
Studiò alla facoltà di scienze a Košice e alla Pontificia università lateranense.
Fu ordinato presbitero il 30 marzo 1996 dal vescovo Slavomir Miklovš ed nominato in seguito professore di teologia dogmatica a Košice e padre spirituale al seminario di San Carlo Borromeo. Diresse la rivista Verba theologica.
Il 24 aprile 2003 papa Giovanni Paolo II lo nominò vescovo titolare di Orea ed esarca dell'esarcato apostolico della Repubblica Ceca. Ricevette l'ordinazione episcopale il 31 maggio seguente per imposizione delle mani del vescovo Đura Džudžar.
Morì a Praga il 14 gennaio 2025 all'età di 76 anni.

## Genealogia episcopale
La genealogia episcopale è:
- Cardinale Scipione Rebiba
- Cardinale Giulio Antonio Santori
- Cardinale Girolamo Bernerio, O.P.
- Arcivescovo Galeazzo Sanvitale
- Cardinale Ludovico Ludovisi
- Cardinale Luigi Caetani
- Cardinale Ulderico Carpegna
- Cardinale Paluzzo Paluzzi Altieri Degli Albertoni
- Papa Benedetto XIII
- Papa Benedetto XIV
- Papa Clemente XIII
- Cardinale Enrico Benedetto Stuart
- Papa Leone XII
- Cardinale Chiarissimo Falconieri Mellini
- Cardinale Camillo Di Pietro
- Cardinale Mieczysław Halka Ledóchowski
- Vescovo Jan Maurycy Paweł Puzyna de Kosielsko
- Arcivescovo Józef Bilczewski
- Arcivescovo Bolesław Twardowski
- Arcivescovo Eugeniusz Baziak
- Papa Giovanni Paolo II
- Vescovo Đura Džudžar
- Vescovo Ladislav Hučko